# Krzysztof Tyniec

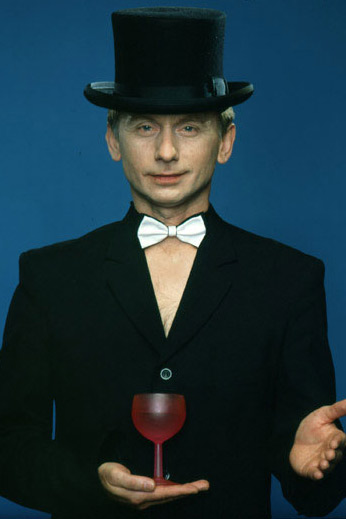
Krzysztof Tyniec (2008)

Krzysztof Tyniec (sinh ngày 5 tháng 2 năm 1956 tại Nowa Ruda) là một diễn viên người Ba Lan.

## Tiểu sử
Krzysztof Tyniec tốt nghiệp Học viện Nghệ thuật Sân khấu Quốc gia Aleksander Zelwerowicz (PWST) ở Warsaw vào năm 1980. Ông diễn xuất trên sân khấu của nhiều nhà hát, tiêu biểu như Nhà hát Współczesny ở Warsaw (1982-1988), Nhà hát Ateneum (từ năm 1988), Nhà hát Dramatyczny ở Słupsk (1980-1981), Nhà hát Za Dalekim ở Warsaw (1990), Nhà hát Syrena ở Warsaw (1998, 2002) và một số nơi khác.
Ngoài sự nghiệp diễn xuất trên sân khấu, các bộ phim nổi tiếng gắn liền với tên tuổi của Krzysztof Tyniec là Nikt nie jest winien (1986) trong vai Stach, Panny i wdowy (1991) trong vai người giáo viên, hay phim Gra w slepca (1986) trong vai Jedrek. Krzysztof Tyniec cũng là gương mặt quen thuộc trong nhiều sê-ri phim truyền hình của Ba Lan, chẳng hạn như M jak miłość (từ năm 2017) trong vai Robert, Daleko od noszy. Reanimacja (2017) trong vai Rudolf Shock, hay phim Blondynka (2018-2019) trong vai Ciasny.
Ngoài ra, Krzysztof Tyniec còn được khán giả Ba Lan biết đến trong chương trình giải trí Dancing with the Stars. Taniec z gwiazdami  (2007) của đài TVN. Trong chương trình này, ông cùng bạn nhảy Kamila Kajak đạt giải 5. Krzysztof Tyniec cũng thường lồng tiếng Ba Lan cho nhiều nhân vật trong các bộ phim hoạt hình dành cho thiếu nhi như: Goofy (từ năm 1983), Bugs Bunny (1990–1998), Genie trong phim Aladdin (1992) hay Timon trong phim Vua sư tử (1994).
Năm 2014, Krzysztof Tyniec được Bộ Văn hóa và Di sản Quốc gia (Ba Lan) trao tặng Huy chương bạc Huy chương Công trạng về văn hóa - Gloria Artis vì những cống hiến nổi bật đối với văn hóa và nghệ thuật.